# Langham Hotel (Londres)
O Langham, Londres é um dos maiores e mais conhecidos grandes hotéis de estilo tradicional em Londres. Está situado no distrito de Marylebone na Langham Place e faz frente para a Portland Place na direção do Regent's Park. É membro do consórcio de marketing The Leading Hotels of the World.

## História
O Langham, Londres foi construído entre 1863 e 1865 a um custo de £300.000. Era na época o maior e o mais moderno hotel da cidade, com cem sanitários, trinta e seis banheiros e os primeiros elevadores hidráulicos da Inglaterra. A cerimônia de inauguração foi realizada pelo Príncipe de Gales. Depois que a companhia original foi liquidada durante uma recessão econômica, uma nova gestão adquiriu o hotel por pouco mais da metade do que custou sua construção, e logo se tornou um sucesso comercial. Em 1870, um ex-oficial da União chamado James Sanderson foi nomeado gerente-geral e o hotel recebeu uma extensa clientela americana, que incluía Mark Twain e a avarenta multi-milionária, Hetty Green. Foi também apadrinhado por nomes como Napoleão III, Oscar Wilde, Antonín Dvořák e Arturo Toscanini. A luz elétrica foi instalada na entrada e no pátio, na data excepcionalmente precoce de 1879, e Arthur Conan Doyle ambientou as histórias de Sherlock Holmes, tais como: A Scandal in Bohemia e  The Sign of Four, em parte, no Langham.
O Langham continuou a ser um local privilegiado com muitas figuras importantes da política e membros da família real ao longo do século XX, incluindo Winston Churchill, Charles de Gaulle e a princesa Diana. Outros hóspedes famosos foram: Noël Coward, Wallis Simpson, Don Bradman, o imperador Haile Selassie da Etiópia e Ayumi Hamasaki.
O Langham, Londres, foi duramente atingido pela Grande Depressão e seus proprietários tentaram vender o local para a BBC, mas a Broadcasting House acabou sendo construída no outro lado da rua. Durante a Segunda Guerra Mundial, o hotel foi utilizado parcialmente pelo Exército e após ser danificado por bombas foi forçado a fechar. Depois da guerra, foi ocupado pela BBC como alojamento auxiliar da Broadcasting House, e a empresa terminou por comprá-lo em 1965.
Um notório funcionário da BBC, que residiu no Langham é Guy Burgess, que seria conhecido como um dos 'Cambridge Five', uma rede de espionagem que forneceu segredos oficiais para os soviéticos durante a Guerra Fria. Um memorando interno da BBC revela que, ao ser incapaz de adentrar em seu quarto no hotel tarde da noite, Burgess tentou arrombar a porta com um extintor de incêndio.
O salão tornou-se a biblioteca de registros da BBC e programas como The Goon Show foram gravados lá. Em 1980, a BBC, tentou sem sucesso conseguir a permissão para demolir o edifício e substituí-lo por um escritório projetado por Norman Foster. Em 1986 foi vendido à Ladbrokes por 26 milhões de libras esterlinas, quando esta ainda não pertencia ao grupo americano Hilton em 1987 e, finalmente, reabriu o hotel como o Langham Hilton em 1991, depois uma reforma de 100 milhões de libras. Os novos proprietários ampliaram o hotel e outras reformas foram realizadas entre 1998 e 2000. A mais recente reforma ocorreu entre 2004 e 2009, a um custo estimado de 80 milhões de libras.

## O Langham no cinema

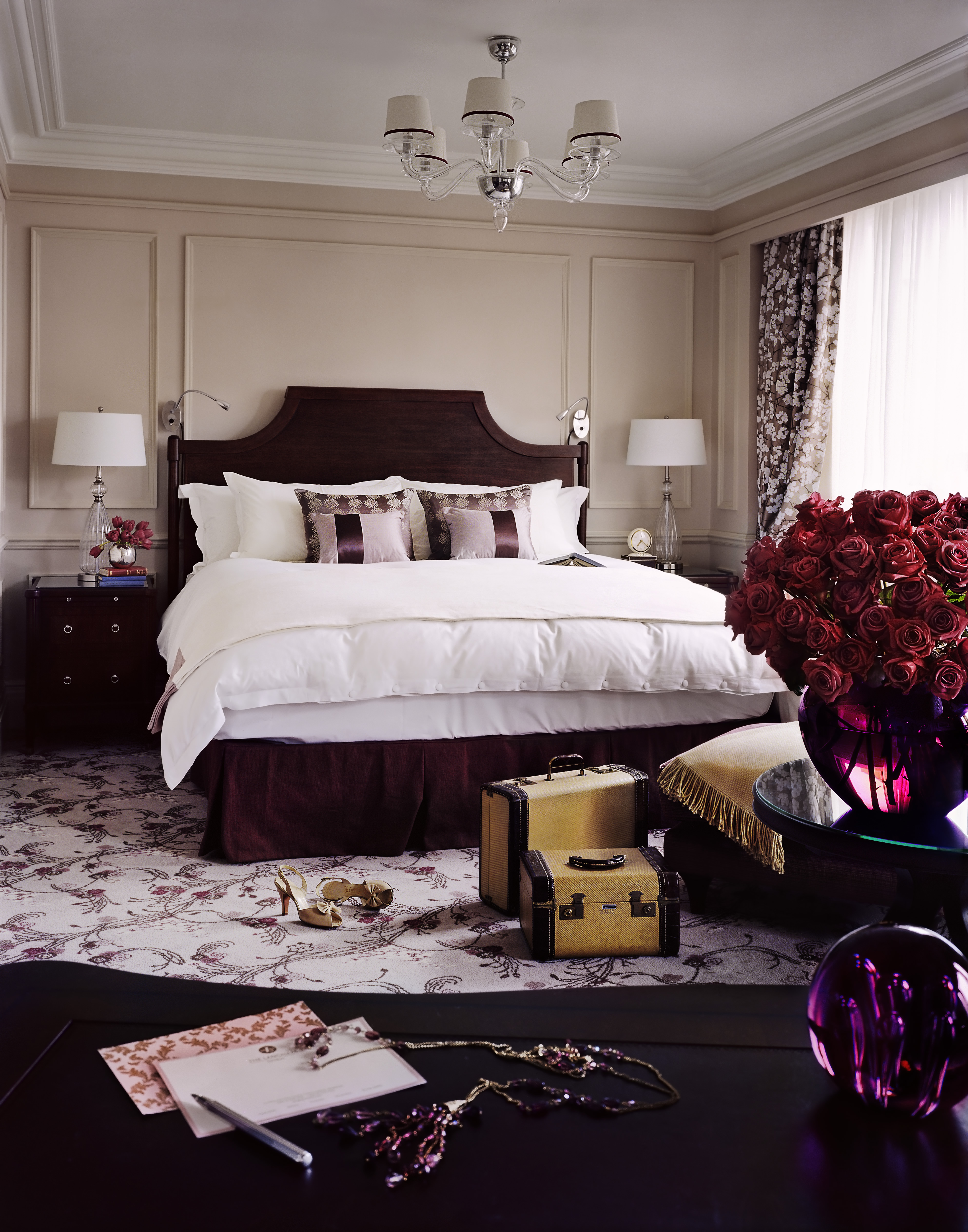
Grand Junior Suite

O hotel no filme de James Bond, GoldenEye, tem a sua dupla entrada servindo como locação para o St Petersburg's Grand Hotel Europe. Somente o exterior do hotel foi filmado, o interior foi filmado em um estúdio. O Langham também é destaque no filme de 1999 de Michael Winterbottom, Wonderland.
O Langham Hotel foi também usado nas tomadas externas para Mary-Kate & Ashley Olsens 2001 "Winning London" feito para o filme televisivo.

## Atualmente
O hotel atualmente faz parte da Langham Hotels International (com sede em Hong Kong), e é o hotel mais importante do grupo. O hotel tem uma classificação cinco estrelas. Um novo ciclo de reformas, que custou 80 milhões de libras foi concluída em abril de 2009. O Langham reconfigurado agora tem 380 quartos, um grande átrio com palmeiras restaurado onde se serve o chá da tarde desde 1865, um novo centro de negócios e 15 salas, incluindo The Grand Ballroom, que tem capacidade para receber até 375 hóspedes. Os novos espaços se juntam ao bar Artesian, o restaurante Landau e a sala de jantar privativa, Postillion, criada pelo designer David Collins.
Em 19 de março de 2010, uma Placa Verde da Cidade de Westminster foi inaugurada pelo escritor e ex-deputado Gyles Brandreth. A placa comemorou a reunião no Langham em agosto de 1889 entre Oscar Wilde, Arthur Conan Doyle e Joseph Marshall Stoddart. Stoddart encomendou aos outros dois homens histórias para a sua revista Lippincott's Monthly Magazine. Arthur Conan Doyle escreveu The Sign of the Four, que foi publicada na revista em fevereiro de 1890. Oscar Wilde escreveu O Retrato de Dorian Gray, que foi publicada em julho do mesmo ano.